# Dębówko (Szczytno)
Dębówko (deutsch Eichthal) ist ein Dorf in der polnischen Woiwodschaft Ermland-Masuren. Es gehört zur Gmina Szczytno (Landgemeinde Ortelsburg) im Powiat Szczycieński (Kreis Ortelsburg).

## Geographische Lage
Dębówko liegt in der südlichen Mitte der Woiwodschaft Ermland-Masuren, fünf Kilometer nordwestlich der Kreisstadt Szczytno (deutsch Ortelsburg).

## Geschichte
Für das vor 1945 lediglich aus ein paar kleinen Gehöften bestehende Dorf Eichthal wurde am 4. Dezember 1829 die Gründungsurkunde ausgestellt. Es zählte zu den kleinsten Landgemeinden im Kreis Ortelsburg. 
Zwischen 1874 und 1945 war Eichthal in den Amtsbezirk Schöndamerau im Kreis Ortelsburg eingegliedert. Das ganze Dorf brannte im Jahre 1904 nieder und wurde in den darauffolgenden Jahren wieder aufgebaut.
57 Einwohner zählte Eichthal im Jahre 1910. Ihre Zahl belief sich 1933 auf 47 und stieg bis 1939 auf 52. Aufgrund der Bestimmungen des Versailler Vertrags stimmte die Bevölkerung im Abstimmungsgebiet Allenstein, zu dem Eichthal gehörte, am 11. Juli 1920 über die weitere staatliche Zugehörigkeit zu Ostpreußen (und damit zu Deutschland) oder den Anschluss an Polen ab. In Eichthal stimmten 40 Einwohner für den Verbleib bei Ostpreußen, auf Polen entfielen keine Stimmen.
In Kriegsfolge kam Eichthal 1945 mit dem gesamten südlichen Ostpreußen zu Polen und erhielt die polnische Namensform „Dębówko“. Heute ist das kleine Dorf mit Sitz eines Schulzenamtes (polnisch Sołectwo) eine Ortschaft im Verbund der Landgemeinde Szczytno (Ortelsburg) im Powiat Szczycieński (Kreis Ortelsburg), bis 1998 der Woiwodschaft Olsztyn, seither der Woiwodschaft Ermland-Masuren zugehörig. Im Jahre 2011 zählte der Ort 200 Einwohner.

## Kirche
Bis 1945 war Eichthal in die evangelische Kirche Ortelsburg in der Kirchenprovinz Ostpreußen der Kirche der Altpreußischen Union sowie auch in die römisch-katholische Kirche der Kreisstadt, damals im Bistum Ermland gelegen, eingepfarrt.
Heute gehört Dębówko ebenfalls zur evangelischen Pfarrei Szczytno, die jetzt der Diözese Masuren der Evangelisch-Augsburgischen Kirche in Polen untersteht. Katholischerseits ist der Ort jetzt zur Pfarrkirche Trelkowo (Groß Schöndamerau) im jetzigen Erzbistum Ermland hin orientiert.

## Schule
Vor 1945 bestand in Eichthal keine Schule. Die Kinder wurden in Kobbelhals (polnisch Kobyłocha) unterrichtet.

## Verkehr
Dębówko liegt an der polnischen Landesstraße 57 (einstige deutsche Reichsstraße 128), die in Nord-Süd-Richtung die Woiwodschaft Ermland-Masuren durchzieht und in der Woiwodschaft Masowien endet. Eine Anbindung an den Bahnverkehr besteht über den Bahnhof in der Kreisstadt Szczytno.